# Kunibert Ott
Kunibert Ott OSB (* 2. Juli 1912 in Edelstetten; † 14. Juni 1952 im Gefangenenlager Oksadok, Provinz Chagang-do, Nordkorea) war ein deutscher römisch-katholischer Geistlicher, Mönch, Missionar und Märtyrer. 

## Leben
Blasius Ott wurde als eines von 8 Geschwistern südlich von Günzburg in Edelstetten, heute Ortsteil von Neuburg an der Kammel, geboren. Eine Schwester wurde als Schwester Luitraud Franziskanerin im Kloster Ursberg. Er selbst kam 1923 in das Privatgymnasium der Abtei St. Ottilien und machte 1933 Abitur in Dillingen. Er trat in die Abtei St. Ottilien der Benediktinerkongregation von St. Ottilien ein und legte am 14. Mai 1934 unter dem Ordensnamen Kunibert die erste sowie am 29. August 1937 die Ewige Profess ab. Noch im selben Jahr ging er nach Korea in die Mission und wurde dort am 30. April 1939 zum Priester geweiht. Nach der Besetzung des Klosters Tokwon durch die koreanische kommunistische Geheimpolizei am 10. Mai 1949 kam er zusammen mit Bischof Bonifatius Sauer in das Gefängnis von Pjöngjang und von dort in das Gefangenenlager Oksadok, wo er im Juni 1952 den Hungertod starb.

## Gedenken
Die Römisch-katholische Kirche in Deutschland hat Pater Kunibert Ott als Märtyrer in das deutsche Martyrologium des 20. Jahrhunderts aufgenommen.